# Hemerobius atriangulus
Hemerobius atriangulus är en insektsart som beskrevs av C.-k. Yang 1987. Hemerobius atriangulus ingår i släktet Hemerobius och familjen florsländor. Inga underarter finns listade i Catalogue of Life.